# Musée Marmottan Monet
Musée Marmottan Monet er et kunstmuseum i  Paris. Det indeholder en samling af over 300 værker fra impressonismen og tiden efter, især af Claude Monet. De øvrige kunstnerne som er godt repræsenteret er: Berthe Morisot, Edgar Degas, Édouard Manet, Alfred Sisley, Camille Pissarro, Paul Gauguin, Paul Signac og Pierre-Auguste Renoir. 
Desuden findes Wildenstein Collection af illuminerede manuskripter og Jules og Paul Marmottans samling af billeder og kunsthåndværk, inklusive møbler fra Napoleonstiden, samt spanske og flamske arbejder fra tidligere perioder. Museet arrangerer også specialudstillinger med temaer fra samme epoke. Fra efteråret 2011 til medio februar 2012 vistes således Henri Edmond Cross med flere.
Nærmeste métrostation er La Muette.

## Historie
Stedet var oprindelig en jagthytte for hertugen af Valmy, beliggende i udkanten af Boulogneskoven. Det blev købt af Jules Marmottan i 1882 og senere overtaget af sønnen Paul, som flyttede ind, og udvidede faderens samling af Napoleana. Stedet med indhold blev testamenteret til Académie des Beaux-Arts. Akademiet åbnede stedet for publikum under navnet Musée Marmottan i 1934.
To store donationer fik stedet til at ændre karakter: I 1957 donerede Victorine Donop de Monchy en betydelig samling af impressionistiske værker. Disse var samlet af hans fader, doktor Georges de Bellio, som var læge for Manet, Monet, Pissaro, Sisley og Renoir, og både beundrer og samler af deres kunst. Efter at en søn af Monet donerede sin samling af faderens værker, blev museet i besiddelse af verdens største samling af Monet-billeder.
Jacque Carlu, som var kurator for museet, fik bygget et specielt rum som giver besøgende mulighed for at følge udviklingen i Monets værker, både på afstand og tæt på. Inspirationen var de store åkandebilleder i Musée de l'Orangerie. Et af de mest kendte billeder, Impression, Soleil Levant (Indtryk, solnedgang) blev stjålet fra museet i 1985, genfundet fem år senere, og på plads i den permanente samling igen fra 1991.